# Hungry Music

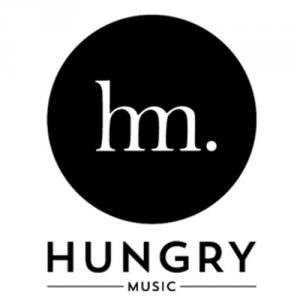
Oficjalne logo Hungry Music

Hungry Music – nazwa wytwórni muzyki elektronicznej, utworzonej w 2013 roku w Aix-en-Provence we Francji. W jej skład wchodzi obecnie pięciu twórców o następujących pseudonimach artystycznych: Worakls (Kevin Rodriguez), N'to, Joachim Pastor, Stereoclip i Joris Delacroix. Gatunki muzyczne proponowane przez "Hungry Music" to połączenie techno, melodycznej muzyki elektronicznej, muzyki akustycznej, oraz modulacje dźwięków perkusyjnych.
Oprócz wydawnictw muzycznych, Hungry Music produkuje także filmy wideo, publikuje w YouTube, i sprzedaje merchandising w postaci np. T-shirtów.

## Początki
Wytwórnia powstała z inicjatywy dwóch artystów: Worakls i N'to, a następnie Joachim Pastor dołączył do projektu. W 2014 roku Hungry Music wydało sześć EP, zawierających wybrane utwory tych trzech artystów. Każdy z nich pojawił się też na festiwalach we Francji i za granicą (np. Dour, Montreux Jazz Festival, Rennes ' Transmusicales, Pleinvrees itp.).

### 2015
W 2015 roku, wytwórnia "Hungry Music" rozpoczyna swoją pierwszą trasę koncertową po Francji w której trio grało na scenie indywidualnie i wspólnie pod nazwą „Hungry Band”.  W tym też roku każdy z artystów rozwinął własny program występu na żywo, stąd pojawiły się projekty takie jak „Worakls Band”, „N'to Live Perc”, czy „Hungry Super Band”, a do występów włączono udział kilku klasycznych instrumentalistów (wiolonczela, altówka, skrzypce, gitara, instrumenty perkusyjne itp.), kontynuując rozwój muzyczny na kolejnych festiwalach.

### 2016
- W styczniu 2016 r. reprezentanci Hungry Music zagrali w znanej na całym świecie sali koncertowej Olympia[15] w Paryżu.

### 2018
- Wytwórnia świętowała piątą rocznicę, po raz kolejny prezentując w Olympii występ swoich trzech twórców[16].

### 2019
- W lutym 2019 roku wytwórnia wydała pierwszy solowy album Woraklsa, który łączy muzykę elektroniczną z symfoniczną, używając klasycznych instrumentów. Kompozytorowi towarzyszyła orkiestra dwudziestu muzyków[17] i piosenkarka Eivør Pálsdóttir.

- W czerwcu Joris Delacroix dołączył do wytwórni[18][19]

- W październiku 2019 r. portal BroadwayWorld wymienia wytwórnię Hungry Music jako jedną z najbardziej szanowanych nazw w świecie muzyki elektronicznej[20].

## Dyskografia
- HM01 – Hungry (N'to – „Utopia”; Worakls – „Porto”)
- HM02 – Flocon de Neige (Worakls – „Flocon de Neige” i „Elea”)
- HM03 – Petite (N'to – „Petite” i „Ayahuasca”)
- HM04 – Kenia (Joachim Pastor – „Kenia” i „Couleur”)
- HM05 – Salzburg[21] (Worakls – „Salzburg” i „Far Far Away”)
- HM06 – Monkey Man (N'to – „Monkey Man” i „Minor Swag”)
- HM07 – Mekong (Joachim Pastor – „Mekong” i „Joda”)
- HM08 – Toi[22] (Worakls – „Toi” i „Cerisier Blanc”)
- HM09 – Time (N'to – „Czas” i „Chez Nous”)
- HM10 – Reykjavik (Joachim Pastor – „Reykjavik” & „Oulan Bator”)
- HM11 – Plein Ciel (N'to – „Plein Ciel” i „Comète”)
- HM12 – Taïga (Joachim Pastor – „Taïga” i „Amazone”)
- HM13 – From Now On (Worakls – „From Now On” i „Question & Réponse”)
- HM14 – Hungry Music Remix Vol.1 [Joachim Pastor – „Joda (Worakls-Remix)” i „Oulan Bator (Oliver Koletzki Remix)” i „Taga (N'to Remix)”; N'to – „Chez Nous (Joachim Pastor Remix)” i „Petite (Einmusik Remix)”; Worakls – „Toi (Boris Brejcha Remix)”]
- HM15 – Fixi (Joachim Pastor – „Fixi” i „Laos” i „The Same”)
- HM16 – Mellotron (Worakls – „Mellotron” i „Pandemonium”)
- HM17 – La Clé Des Champs (N'to – „La Clé Des Champs” i „In the Mood for Noune”)
- HM18 – Eternity (Joachim Pastor – „Eternity” i „Millenium”)
- HM19 – Airplane Lesson (Stereoclip – „Lekcja samolotu”)
- HM20 – Nocturne (Worakls – „Nocturne”)
- HM21 – Carrousel (N'to – „Carrousel”)
- HM22 – Promesse (Joachim Pastor – „Promesse”)
- HM23 – Sanctis (Worakls – „Sanctis”)
- HM24 – The Hound (N'to – „The Hound”)
- HM25 – Mountain (Joachim Pastor – „Mountain”)
- HM26 – North Sea (Stereoclip – „North Sea”)
- HM27 – Croche (N'to – „Croche”)
- HM28 – Ariane (Joachim Pastor – „Ariane”)
- HM29 – Alter Ego (N'to – „Alter Ego”)
- HM30 – Corsair (Joachim Pastor – „Corsair”)
- HM31 – Charlie (N'to – „Charlie”)
- HM32 – Cloches (Worakls – „Cloches”)
- HMR3 – Orchestra (Worakls – „Orchestra”)
- HM33 –  Eiffel Powder (Joachim Pastor – „Eiffel Powder”)
- HM34 – The Morning After (N'to – „The Morning After”)
- HM35 – Time to Lose (Joris Delacroix – „Time to Lose”)
- HM36 – Goodbyes (Joachim Pastor – „Goodbyes”)